# Phyllis Kraeuter
Phyllis Kraeuter   (Columbus, 1907 - Jackson Corners, 8 de novembre de 1964) va ser una violoncel·lista estatunidenca.

## Biografia
Era filla del músic pianista Oscar Kraeuter (1871-1938) i de la seva esposa Olive Jean Jones (1876-1956), i neta del també músic Hermann E. Kreuter (1834–1918). Aquest músic alemanya s'havia traslladat als Estats Units d'Amèrica des d'Alemanya el 1856, treballant com a organista i director de cor en diverses esglésies d'Ohio. Phyllis va estudiar a l'Institut d'Arts Musicals amb Willem Willeke i amb Franz Kneisel. El 1927, va ser una de les tres primeres guanyadores del recentment creat Concurs Anual de Naumburg per a Joves Intèrprets. Com a recompensa, va rebre el dret a un concert en solitari el 6 de gener a l'Ajuntament de Nova York, després del qual el diari de l'Institut d'Arts Musicals, The Baton, va escriure:
No només era un bon so, sinó que tenia profunditat, sentiment i foc imaginatiu. Mantenia l'harmonia i l'ordre en les peces que interpretava, tot emfatitzant la seva estructura temàtica d'una manera completament madura.
En aquell concert la va acompanyar el pianista Carroll Hollister (1901-1983).
Sovint actuava en duet amb el seu germà, el violinista Karl Kraeuter (1898-1986), i en un trio amb piano amb la seva germana Leonore Kraeuter (1901–1976), alumna de Gaston Dethier i de James Friskin. Després que Leonore Kraeuter es retirés de l'actuació, la part de piano del trio va ser interpretada per Willard MacGregor, després el 1943 per Rudolf Gruen, durant els anys de la postguerra per Grant Johannesen i finalment per Mitchell Andrews (1930–2021). També va actuar breument (amb Lillian Fuchs) al Quartet Marianne Kneisel, totalment femení, fundat per la filla de Franz Kneisel, Marianne. El 1939 es va convertir en la primera intèrpret de l'Amy Beach Piano Trio (juntament amb Eugenia Limberg-Dengel).
Des del 1934 fins al final de la seva vida va ensenyar al departament preparatori de la Juilliard School.
Va morir després de patir un accidente de cotxe en el Taconic State Parkway de la ciutat de Milan, Nova York. El seu germà Karl va quedar seriosament ferit, en estat crític.